# Roberto Bonet
Roberto Bonet Cáceres (Lambaré, Paraguay, 17 de noviembre de 1980) es un futbolista paraguayo. Juega como lateral o volante por derecha y su equipo actual es Club Sportivo Trinidense. Es hermano del también futbolista Carlos Bonet, quien fuera seleccionado de su país. 

## Trayectoria
Ha jugado desde 2002 en equipos como Sol de América, Libertad, Guaraní y Olimpia, los argentinos Racing Club y Quilmes, y en Chile para el Rangers. En febrero de 2010 retornó al Olimpia.

## Clubes
| Club                   | País      | Año               |
| ---------------------- | --------- | ----------------- |
| Sol de América         | Paraguay  | 1998 - 2003       |
| Libertad               | Paraguay  | 2004              |
| Guaraní                | Paraguay  | 2005              |
| Olimpia                | Paraguay  | 2006 - 2007       |
| Racing Club            | Argentina | 2008              |
| Olimpia                | Paraguay  | 2008              |
| Quilmes                | Argentina | 2009              |
| Rangers                | Chile     | 2009              |
| Olimpia                | Paraguay  | 2010              |
| Sol de América         | Paraguay  | 2011 - 2012       |
| Guaraní Antonio Franco | Argentina | 2013 - 2015       |
| General Díaz           | Paraguay  | 2016              |
| Sportivo Trinidense    | Paraguay  | 2017 - Actualidad |